# فرودگاه سوپرمرین اسپیت‌فایر
فرودگاه سوپرمرین اسپیت‌فایر (به انگلیسی: Spitfire Aerodrome) یک فرودگاه همگانی بهره‌برداری هوایی است که یک باند فرود آسفالت دارد و طول باند آن ۷۳۷ متر است. این فرودگاه در کشور ایالات متحده آمریکا قرار دارد و در ارتفاع ۱۲ متری از سطح دریا واقع شده است.